# Chi Lành anh
Chi Lành anh, tên khoa học Oligostachyum, là một chi thực vật có hoa trong họ Hòa thảo (Poaceae). Hầu hết các loài của chi này được tìm thấy ở Trung Quốc.

## Loài
Hiện tại ghi nhận được các loài:
1. Oligostachyum bilobum
2. Oligostachyum glabrescens
3. Oligostachyum gracilipes
4. Oligostachyum hupehense
5. Oligostachyum lanceolatum
6. Oligostachyum lubricum
7. Oligostachyum nuspiculum
8. Oligostachyum oedogonatum
9. Oligostachyum paniculatum
10. Oligostachyum puberulum
11. Oligostachyum scabriflorum
12. Oligostachyum scopulum
13. Oligostachyum shiuyingianum
14. Oligostachyum spongiosum
15. Oligostachyum sulcatum
16. Oligostachyum wuyishanicum
17. Oligostachyum yonganense

Các loài chuyển sang chi khác
- Oligostachyum orthotropoides - Pseudosasa hindsii
- Oligostachyum pulchellum - Pseudosasa cantorii